# Нефьодов Олександр Миколайович
Олександр Миколайович Нефьодов (нар. 28 грудня 1966, Запоріжжя, УРСР) — радянський та український футболіст, захисник. Грав у вищих дивізіонах України та Росії.

## Життєпис
Вихованець запорізького футболу. З 1982 року залучався до матчів дублюючого складу «Металурга», а в 1984 році дебютував в основній команді в матчах радянської першої ліги.
У 1985 році перейшов у київське «Динамо», в якому протягом двох років виступав за дубль. Восени 1986 року зіграв два матчі за основний склад у Кубку Федерації футболу СРСР. Також у 1986 році брав участь у Спартакіаді народів СРСР у складі збірної Української СРСР і став її переможцем.
У 1987 році повернувся в Запоріжжя і за наступні чотири роки зіграв понад 100 матчів за «Металург» у першій лізі. За підсумками сезону 1990 року команда отримала право грати у вищій лізі, проте Нефьодов у міжсезоння залишив команду і в наступному сезоні виступав у другій нижчій лізі за «Кривбас».
Після утворення незалежного чемпіонату України приєднався до іншої запорізької команді — «Торпедо». Дебютний матч у вищій лізі зіграв 7 березня 1992 року проти «Таврії». За три сезони зіграв 75 матчів у складі «Торпедо» у вищій лізі.
Влітку 1994 року перейшов у вінницьку «Ниву», але не зміг стати гравцем основи, зігравши всього три матчі в чемпіонаті України і три гри в Кубку країни, окрім того виступав за вінницьку аматорську команду «Хімік».
У 1995 році перейшов в єкатеринбурзький «Уралмаш». У вищій лізі Росії зіграв єдиний матч 13 травня 1995 року проти московського «Динамо», в якому вийшов в стартовому складі і був замінений в перерві.
Повернувшись в Україну, восени 1995 року виступав за «Кривбас», а під час зимової перерви перейшов в свій колишній клуб — запорізьке «Торпедо». У його складі 25 жовтня 1996 року забив свій єдиний м'яч на вищому рівні, в матчі чемпіонату України в ворота одеського «Чорноморця». Завершував кар'єру в аматорському клубі «Даліс» (Камишуваха), в його складі став фіналістом чемпіонату і Кубку України серед аматорів.
Всього у вищій лізі України зіграв 119 матчів і забив 1 м'яч.